# Kia Ceed
De Kia cee'd is sinds 2007 het compacte hatchbackmodel van autofabrikant Kia.

## Opvolger
In Nederland volgt de cee'd Hatchback de Cerato Hatchback op. De stationwagon (cee'd Sportswagon) en de driedeurs hatchbackversie (Pro-cee'd) zijn nieuw. De Kia cee'd heeft onder andere in 2007 en 2012 vijf sterren gekregen in de Euro NCAP crashtest. Dit is het eerste Kiamodel met het hoogste Euro NCAP score. Het model valt in de klasse van de Volkswagen Golf, Opel Astra, Peugeot 308 en andere auto's van dit formaat.
In september 2009 onderging de cee'd een facelift. Hierbij werden het front, de achterzijde en het interieur bijgewerkt.

## Het studiemodel
Voordat de Kia cee'd werd geïntroduceerd, werd begin 2006 bericht over een op korter termijn te introduceren studiemodel, dat bekend was onder de codenaam ED - wat stond voor European Dream. Later in 2006 werden de eerste beelden vrijgegeven. Op de British International Motor Show in juli 2006 kreeg de ED zijn publieksdebuut. Tegen het einde van 2006 verschenen de eerste cee'ds bij de dealer.

## Motoren
De Kia cee'd wordt geleverd met verschillende motoren, zowel benzine- als dieselmotoren.
- De 1,0-liter driecilinder Turbo 100 en 120 pk met een koppel van 171 Nm leverbaar eind 2015.
- De 1,4-liter 16 kleps benzinemotor heeft vier cilinders in lijn. De cilinderinhoud bedraagt 1396 cm³. Het blok levert een maximaal vermogen van 109 pk (80 kW) en een maximaal koppel van 137 Nm @ 5000 tpm.
- De 1,6-liter 16 kleps benzinemotor heeft vier cilinders in lijn. De cilinderinhoud bedraagt 1591 cm³. Het blok levert een maximaal vermogen van 122 pk (90 kW) en een maximaal koppel van 154 Nm @ 4200 tpm.
- De 2,0-liter 16 kleps benzinemotor heeft vier cilinders in lijn. De cilinderinhoud bedraagt 1975 cm³. Het blok levert een maximaal vermogen van 143 pk (105 kW) en een maximaal koppel van 186 Nm @ 4600 tpm.
- De 1,6-liter 16 kleps dieselmotor heeft vier cilinders in lijn. De cilinderinhoud bedraagt 1582 cm³. Het blok levert een maximaal vermogen van 90 pk (66 kW) en een maximaal koppel van 235 Nm @ 1750 tpm. Het blok is voorzien van een turbo met intercooler en maakt gebruik van de commonrail techniek.
- De 1,6-liter 16 kleps dieselmotor heeft vier cilinders in lijn. De cilinderinhoud bedraagt 1582 cm³. Het blok levert een maximaal vermogen van 115 pk (85 kW) en een maximaal koppel van 255 Nm @ 1900 tpm. Het blok is voorzien van een turbo met intercooler en maakt gebruik van de commonrail techniek.
- De 2,0-liter 16 kleps dieselmotor heeft vier cilinders in lijn. De cilinderinhoud bedraagt 1991 cm³. Het blok levert een maximaal vermogen van 140 pk (103 kW) en een maximaal koppel van 305 Nm @ 1800 tpm. Het blok is voorzien van een turbo met intercooler en maakt gebruik van de commonrail techniek.

| Type              | Brandstof | Inhoud    | Cilinders | Kleppen | Aspiratie | Vermogen        | Koppel            |
| ----------------- | --------- | --------- | --------- | ------- | --------- | --------------- | ----------------- |
| 1.0 T-GDi Comfort | Benzine   | 998 cm³   | 3-in-lijn | 12V     | Turbo     | 100 pk (73 kW)  | 171 Nm @ 1500 tpm |
| 1.0 T-GDi         | Benzine   | 998 cm³   | 3-in-lijn | 12V     | Turbo     | 88 kW (120 pk)  | 171 Nm @ 1500 tpm |
| 1.6 Gdi           | Benzine   | 1.591 cm³ | 4-in-lijn | 16V     |           | 99 kW (135 pk)  | 164 Nm @ 4850 tpm |
| 1.6 GT            | Benzine   | 1.591 cm³ | 4-in-lijn | 16V     | Turbo     | 150 kW (204 pk) | 265 Nm @ 1750 tpm |
| 1.6 CRDi          | Diesel    | 1.582 cm³ | 4-in-lijn | 16V     | Turbo     | 100 kW (136 pk) | 280 Nm @ 1500 tpm |

Bron: https://www.autozine.nl/overzicht/modellen_techniek.php

## Uitvoeringen
De Kia cee'd wordt geleverd als:
- X-pect
- X-tra
- X-ecutive
- X-ecutive automaat
- X-ecutive automaat
- X-clusive
- X-clusive automaat
- Business Edition
- In het voorjaar van 2010 zijn er twee speciale actiemodellen leverbaar: Se7en en Se7en business. Deze zijn voorzien van o.a. een full map navigatie systeem.

## Tweede generatie (Type "JD"; 2012-2018)
In 2012 lanceerde Kia de tweede generatie van de cee'd als 5-deurs hatchback en als 5-deurs station. Het model is groter dan de vorige generatie, maar de wielbasis bleef gelijk. Het model kreeg weer de kenmerkende 'tiger nose' grille, die op steeds meer modellen van Kia is te vinden. Later werd ook de nieuwe Procee'd uit de doeken gedaan, een 3-deurs hatchback die concurreert met modellen als de Renault Megane Coupé en Opel Astra GTC en zodoende een sportievere uitstraling heeft dan de 5-deurs hatchback.
De cee'd werd geleverd met een 1.6 benzine of 1.6 dieselmotor, die optioneel met een automatische transmissie konden worden uitgerust. De 1.4 benzinemotor werd door een te hoge uitstoot niet in Nederland geleverd. Later lanceerde Kia ook de GT uitvoering van de cee'd die uitgerust werd met een 1.6 turbomotor. Deze uitvoering is tevens de herkennen aan spoilers en de kenmerkende vier 'blokjes' als dagrijverlichting.
In 2015 kreeg het model een kleine facelift. De belangrijkste wijziging daarbij was de nieuwe 1.0-liter turbomotor. Ook de 1.6 CRDi kreeg een nieuwe automatische transmissie. Optisch werden er kleine wijzigingen gedaan aan de voor- en achterkant.

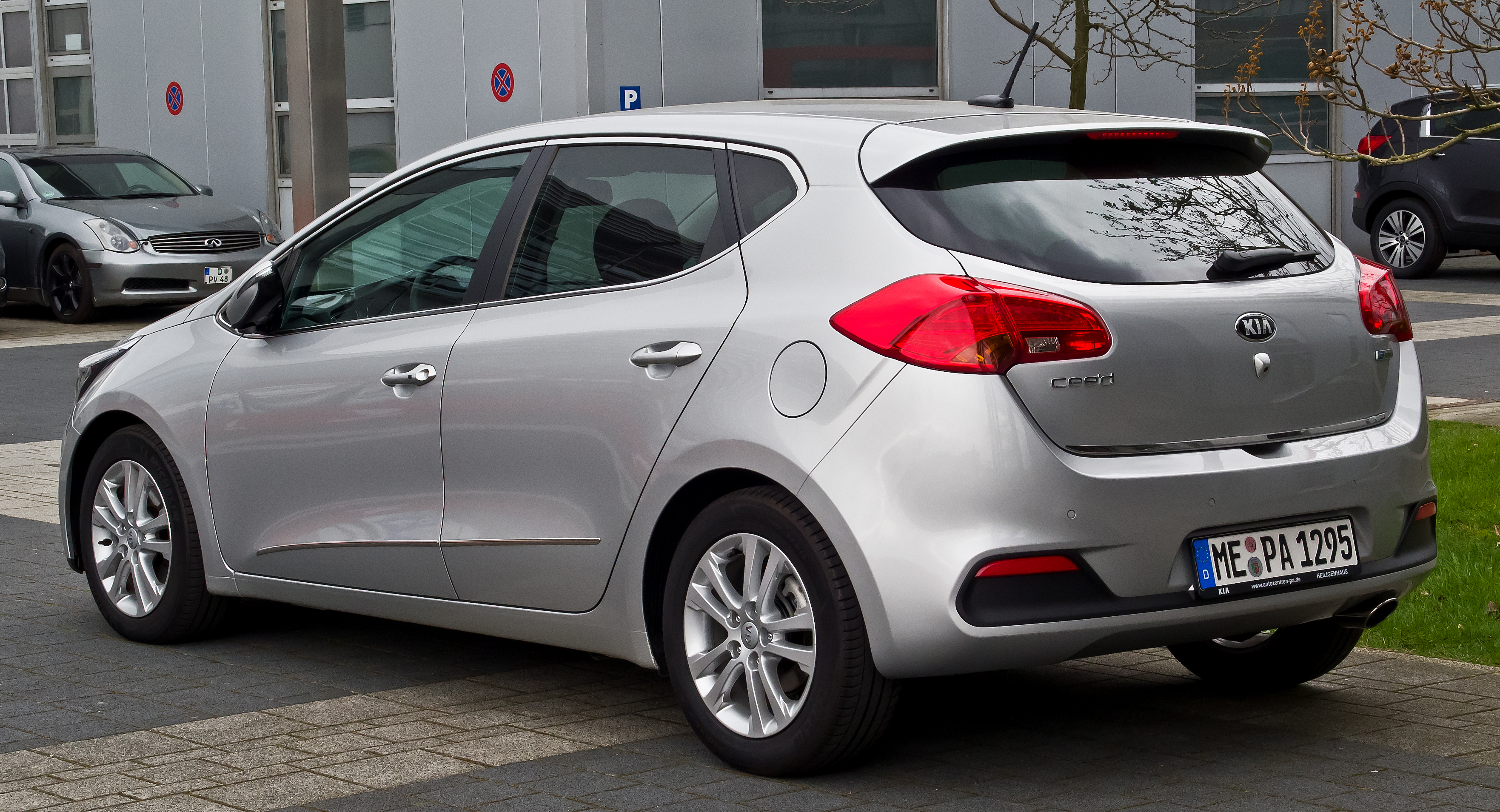
Achteraanzicht
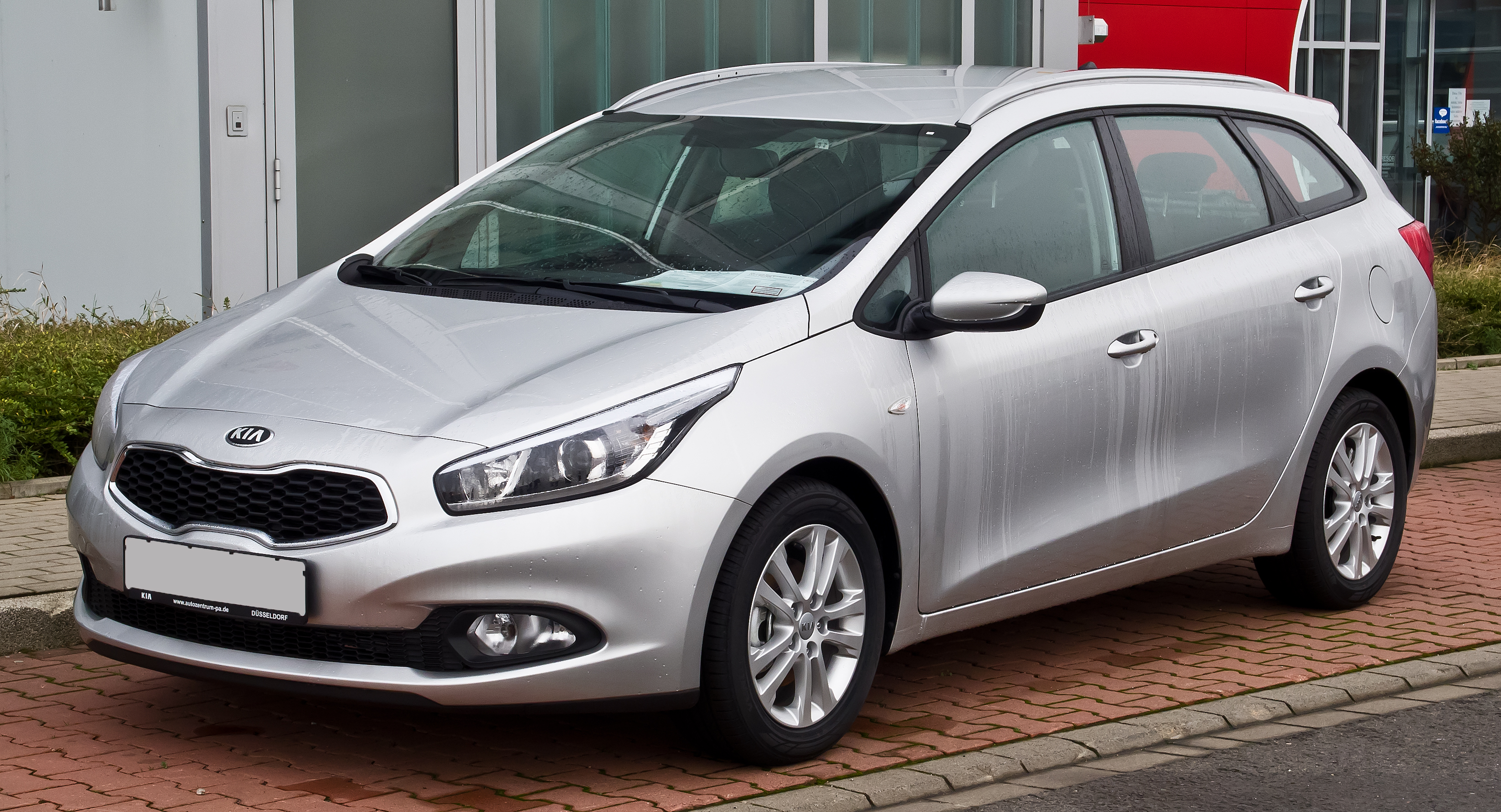
Cee'd SW, vooraanzicht
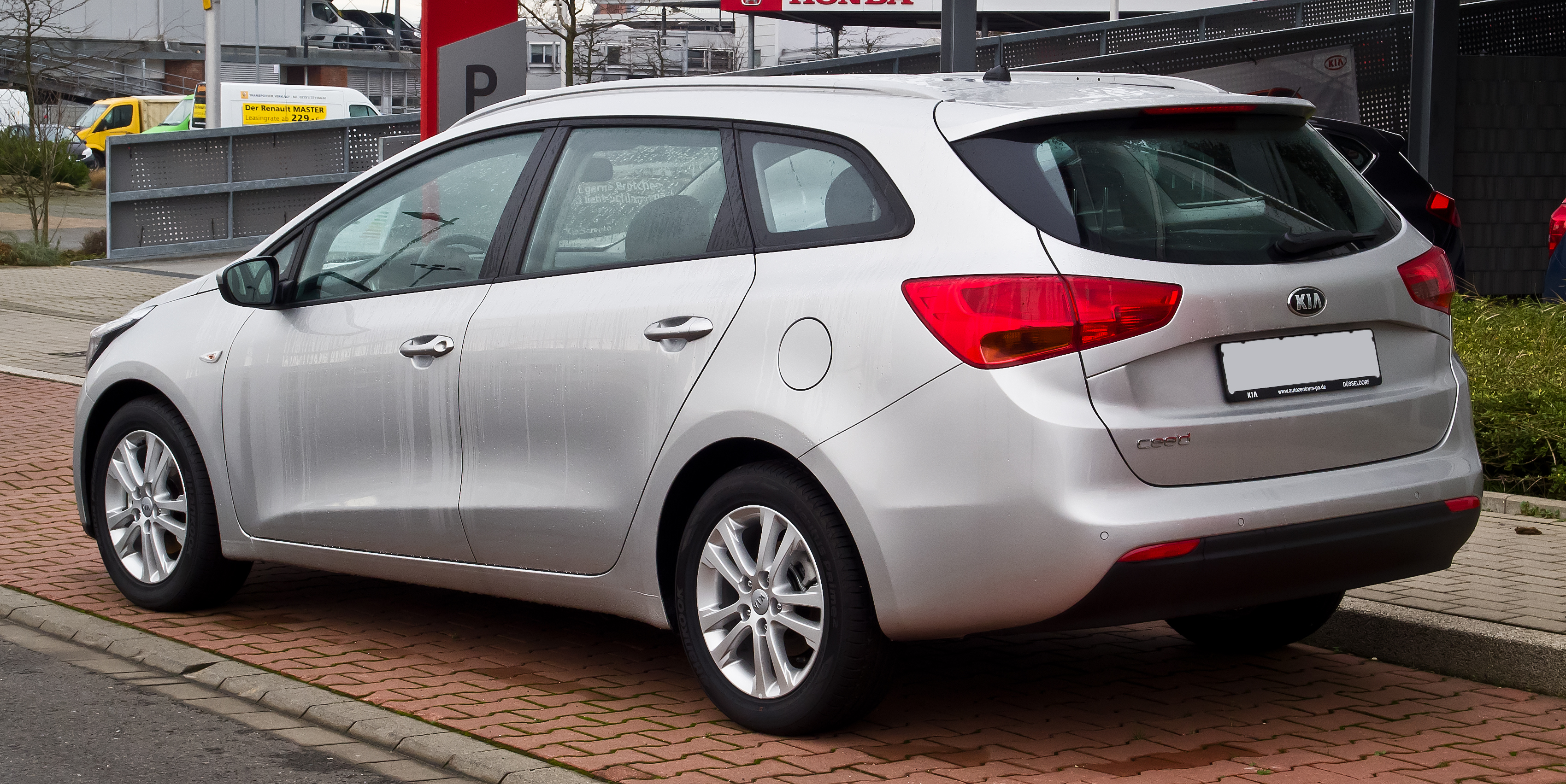
Cee'd SW, achteraanzicht
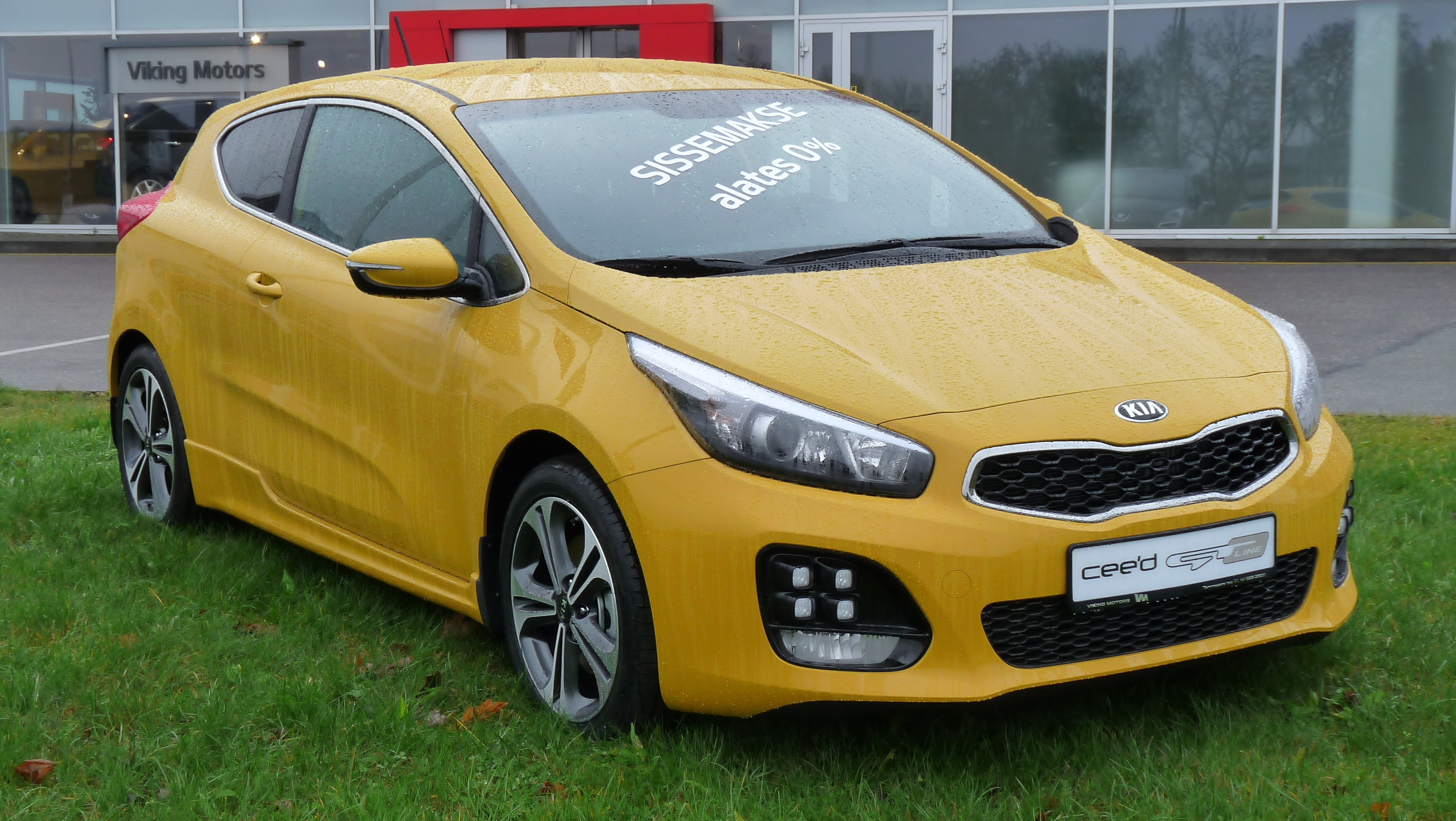
Procee'd GT-Line, vooraanzicht

### Motoren
| Benzinemotoren | Benzinemotoren | Benzinemotoren | Benzinemotoren            | Benzinemotoren   | Benzinemotoren | Benzinemotoren         | Benzinemotoren | Benzinemotoren                 | Benzinemotoren | Benzinemotoren |
| Model          | Type motor     | Cilinderinhoud | Vermogen                  | Koppel           | Topsnelheid    | Acceleratie 0–100 km/h | Uitstoot       | Versnellingsbak                | Jaar           | Opmerking      |
| -------------- | -------------- | -------------- | ------------------------- | ---------------- | -------------- | ---------------------- | -------------- | ------------------------------ | -------------- | -------------- |
| 1.0 T-GDI      | I3             | 998 cm³        | 74 kW (100 pk) @6000 rpm  | 171 Nm @1500 rpm | 185 km/h       | 12,8 s                 | 109 g/km       | 6-versnellingen handgeschakeld | 2015-2018      |                |
| 1.0 T-GDI      | I3             | 998 cm³        | 88 kW (120 pk) @6000 rpm  | 171 Nm @1500 rpm | 190 km/h       | 11,1 s                 | 115 g/km       | 6-versnellingen handgeschakeld | 2015-2018      |                |
| 1.6 GDI        | I4             | 1591 cm³       | 99 kW (135 pk) @6300 rpm  | 164 Nm @4850 rpm | 195 km/h       | 10,2 s                 | 124 g/km       | 6-versnellingen handgeschakeld | 2012-2018      |                |
| 1.6 GDI        | I4             | 1591 cm³       | 99 kW (135 pk) @6300 rpm  | 164 Nm @4850 rpm | 195 km/h       | 10,8 s                 | 136 g/km       | 6-traps DCT                    | 2012-2018      |                |
| 1.6 T-GDI GT   | I4             | 1591 cm³       | 150 kW (204 pk) @6000 rpm | 265 Nm @1750 rpm | 230 km/h       | 7,6 s                  | 170 g/km       | 6-versnellingen handgeschakeld | 2013-2018      |                |
| Dieselmotoren  |                |                |                           |                  |                |                        |                |                                |                |                |
| Model          | Type motor     | Cilinderinhoud | Vermogen                  | Koppel           | Topsnelheid    | Acceleratie 0–100 km/h | Uitstoot       | Versnellingsbak                | Jaar           | Opmerking      |
| 1.6 CRDi       | I4             | 1582 cm³       | 94 kW (128 pk) @4000 rpm  | 260 Nm @1900 rpm | 197 km/h       | 11,5 s                 | 97 g/km        | 6-versnellingen handgeschakeld | 2012-2015      |                |
| 1.6 CRDi       | I4             | 1582 cm³       | 94 kW (128 pk) @4000 rpm  | 260 Nm @1900 rpm | 186 km/h       | 11,7 s                 | 145 g/km       | 6-traps automaat               | 2012-2015      |                |
| 1.6 CRDi       | I4             | 1582 cm³       | 100 kW (136 pk) @4000 rpm | 280 Nm @1500 rpm | 196 km/h       | 9,8 s                  | 94 g/km        | 6-versnellingen handgeschakeld | 2015-2018      |                |
| 1.6 CRDi       | I4             | 1582 cm³       | 100 kW (136 pk) @4000 rpm | 280 Nm @1500 rpm | 200 km/h       | 10,6 s                 | 103 g/km       | 7-traps DCT                    | 2015-2018      |                |

- Waardes gelden voor de hatchback.

## Derde generatie (Type "CD"; 2018-heden)
Begin 2018 lanceerde Kia de derde generatie van de Ceed die zowel als 5-deurs hatchback en als 5-deurs station beschikbaar is. Het model is volledig ontwikkeld en getekend door de Europese afdeling van Kia. Vanaf deze generatie wordt de modelnaam zonder apostrof geschreven. De 3-deurs Procee'd krijgt bij deze generatie geen opvolger. In plaats daarvan introduceerde Kia eind 2018 een nieuwe carrosserievariant onder de naam Proceed, een 5-deurs shooting brake die concurreert met bijvoorbeeld een Mercedes-Benz CLA. Een concept van deze variant werd in 2017 al getoond door Kia als Proceed Concept. De Proceed is langer en lager dan de hatchback.

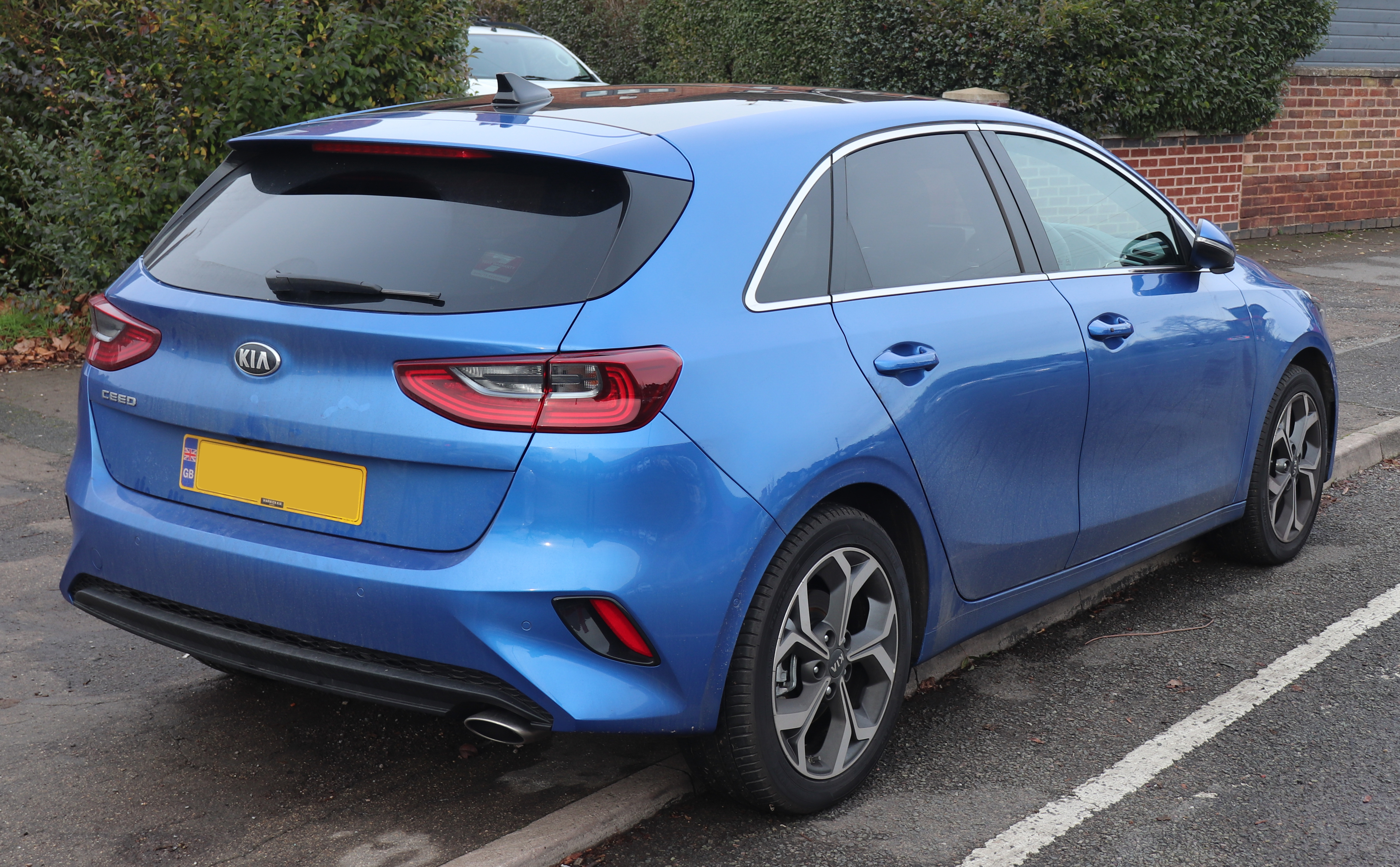
Ceed, achteraanzicht
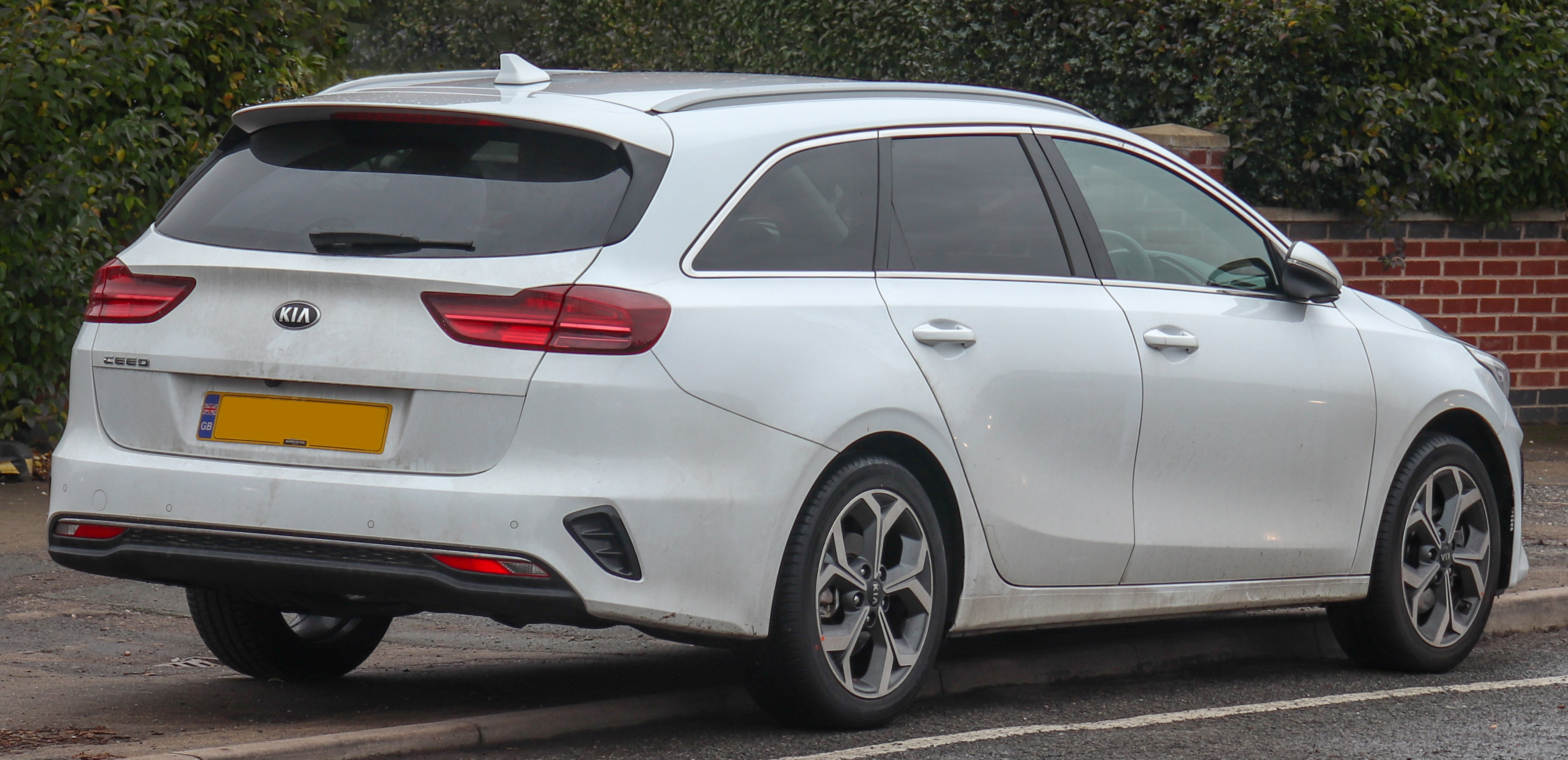
Ceed SW, achteraanzicht
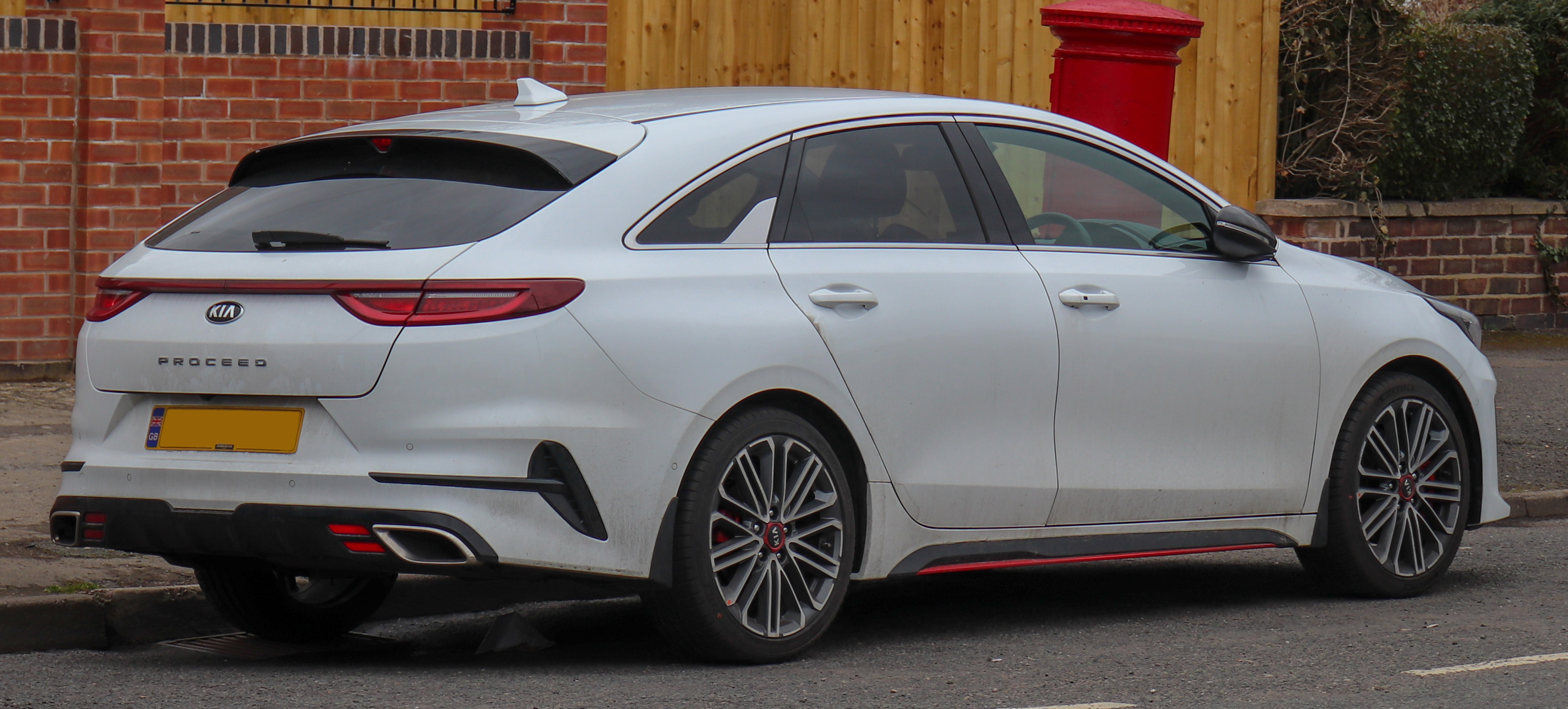
Proceed, achteraanzicht
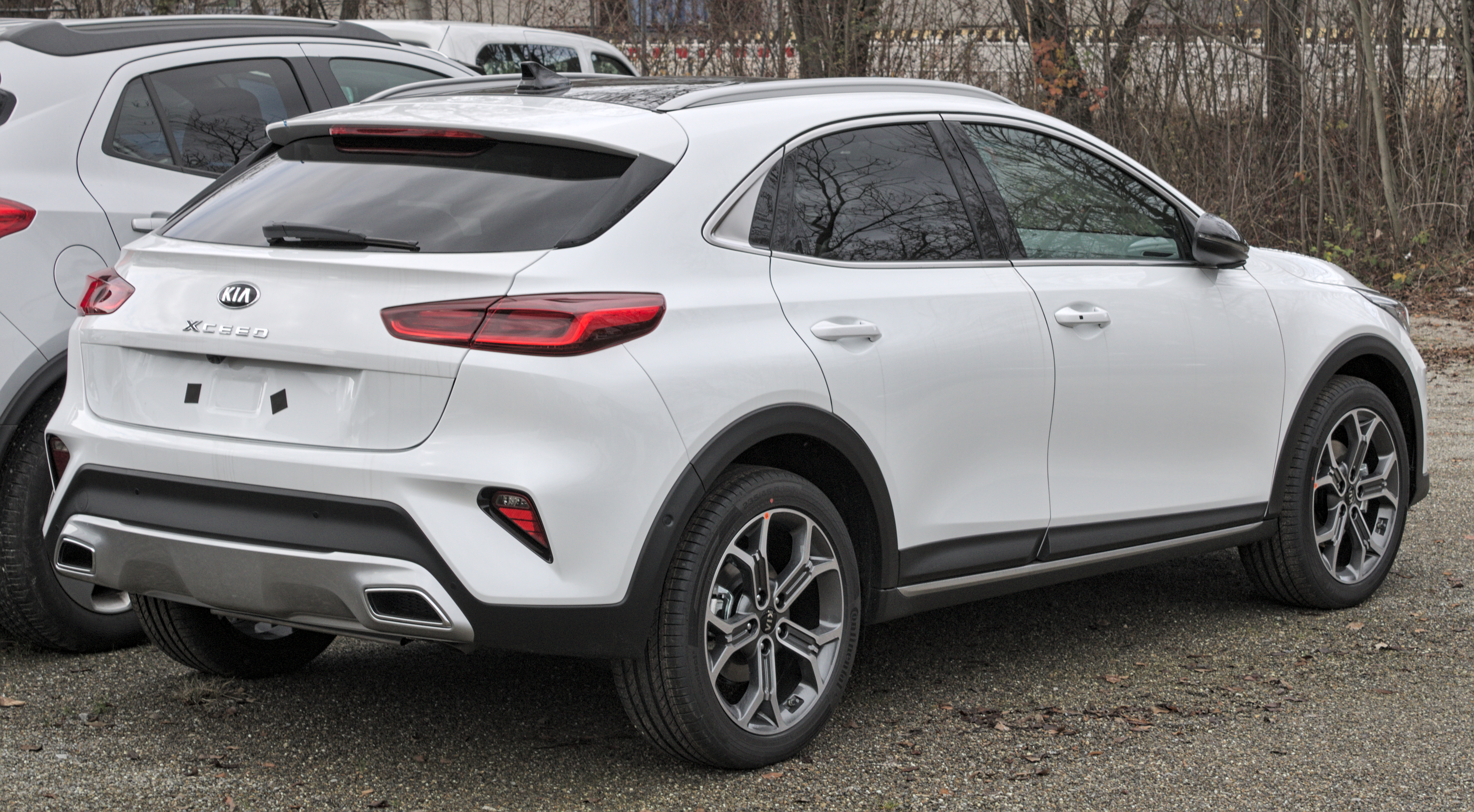
XCeed, achteraanzicht

### Motoren
| Benzinemotoren | Benzinemotoren | Benzinemotoren | Benzinemotoren            | Benzinemotoren   | Benzinemotoren | Benzinemotoren         | Benzinemotoren | Benzinemotoren                 | Benzinemotoren | Benzinemotoren |
| Model          | Type motor     | Cilinderinhoud | Vermogen                  | Koppel           | Topsnelheid    | Acceleratie 0–100 km/h | Uitstoot       | Versnellingsbak                | Jaar           | Opmerking      |
| -------------- | -------------- | -------------- | ------------------------- | ---------------- | -------------- | ---------------------- | -------------- | ------------------------------ | -------------- | -------------- |
| 1.0 T-GDI      | I3             | 998 cm³        | 88 kW (120 pk) @6000 rpm  | 172 Nm @1500 rpm | 190 km/h       | 11,1 s                 | 122-127 g/km   | 6-versnellingen handgeschakeld | 2018-          |                |
| 1.4 T-GDI      | I4             | 1353 cm³       | 103 kW (140 pk) @6000 rpm | 242 Nm @1500 rpm | 210 km/h       | 8,9 s                  | 128-135 g/km   | 6-versnellingen handgeschakeld | 2018-          |                |
| 1.4 T-GDI      | I4             | 1353 cm³       | 103 kW (140 pk) @6000 rpm | 242 Nm @1500 rpm | 206 km/h       | 9,2 s                  | 127 g/km       | 7-traps automaat               | 2018-          |                |
| Dieselmotoren  |                |                |                           |                  |                |                        |                |                                |                |                |
| Model          | Type motor     | Cilinderinhoud | Vermogen                  | Koppel           | Topsnelheid    | Acceleratie 0–100 km/h | Uitstoot       | Versnellingsbak                | Jaar           | Opmerking      |
| 1.6 CRDi       | I4             | 1598 cm³       | 85 kW (115 pk) @4000 rpm  | 280 Nm @1500 rpm | 192 km/h       | 10,9 s                 | 99-103 g/km    | 6-versnellingen handgeschakeld | 2018-          |                |
| 1.6 CRDi       | I4             | 1598 cm³       | 85 kW (115 pk) @4000 rpm  | 300 Nm @1500 rpm | 192 km/h       | 10,9 s                 | 108 g/km       | 7-traps automaat               | 2018-          |                |

## Trivia
- In 2010 heeft de Kia Cee'd in Top Gear de Chevrolet Lacetti opgevolgd als Reasonably-Priced Car.
- De Hyundai i30 en de Kia Cee'd delen veel componenten en zijn daardoor technisch sterk verwant.